# Diócesis de Cuenca
La diócesis de Cuenca (en latín: Dioecesis Conchensis) es una circunscripción eclesiástica de la Iglesia católica en España. Se trata de una diócesis latina, sufragánea de la archidiócesis de Toledo. Desde el 23 de diciembre de 2005 su obispo es José María Yanguas Sanz.

## Territorio y organización

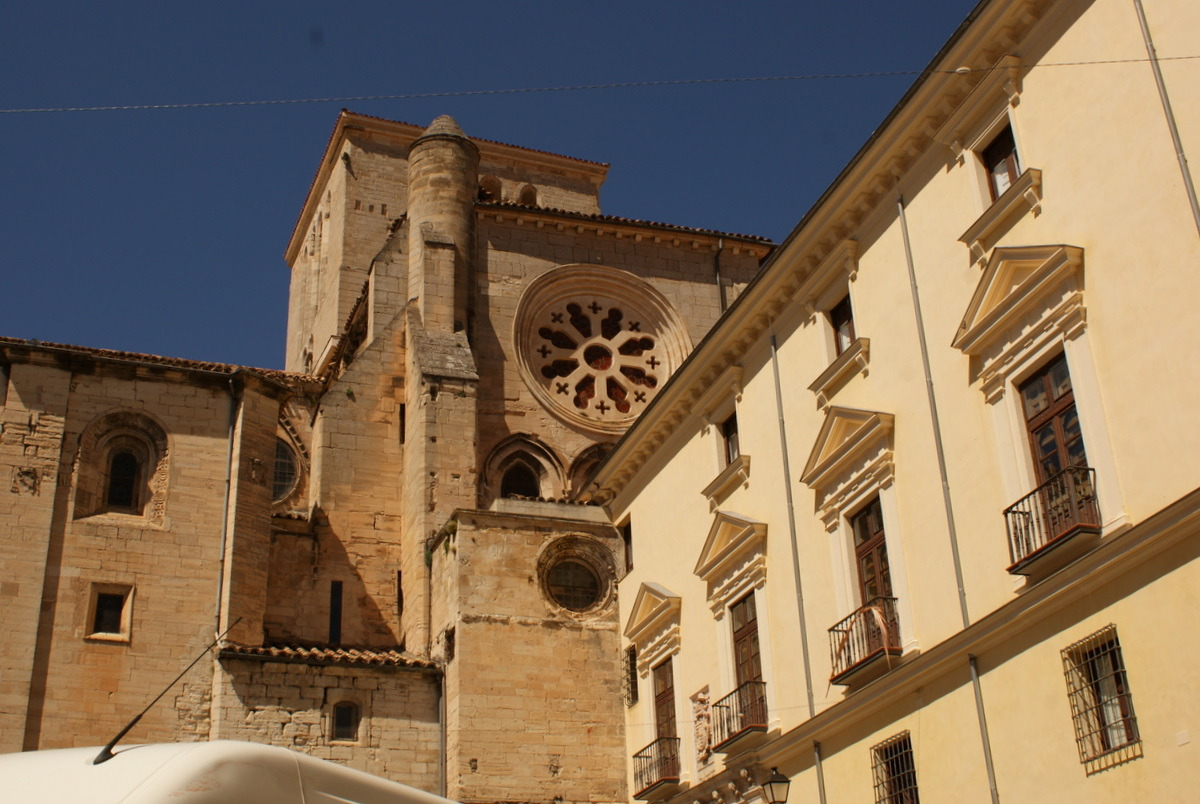
Catedral y palacio episcopal

La diócesis tiene 17 140 km² y extiende su jurisdicción sobre los fieles católicos de rito latino residentes en la provincia de Cuenca en la comunidad autónoma de Castilla-La Mancha.

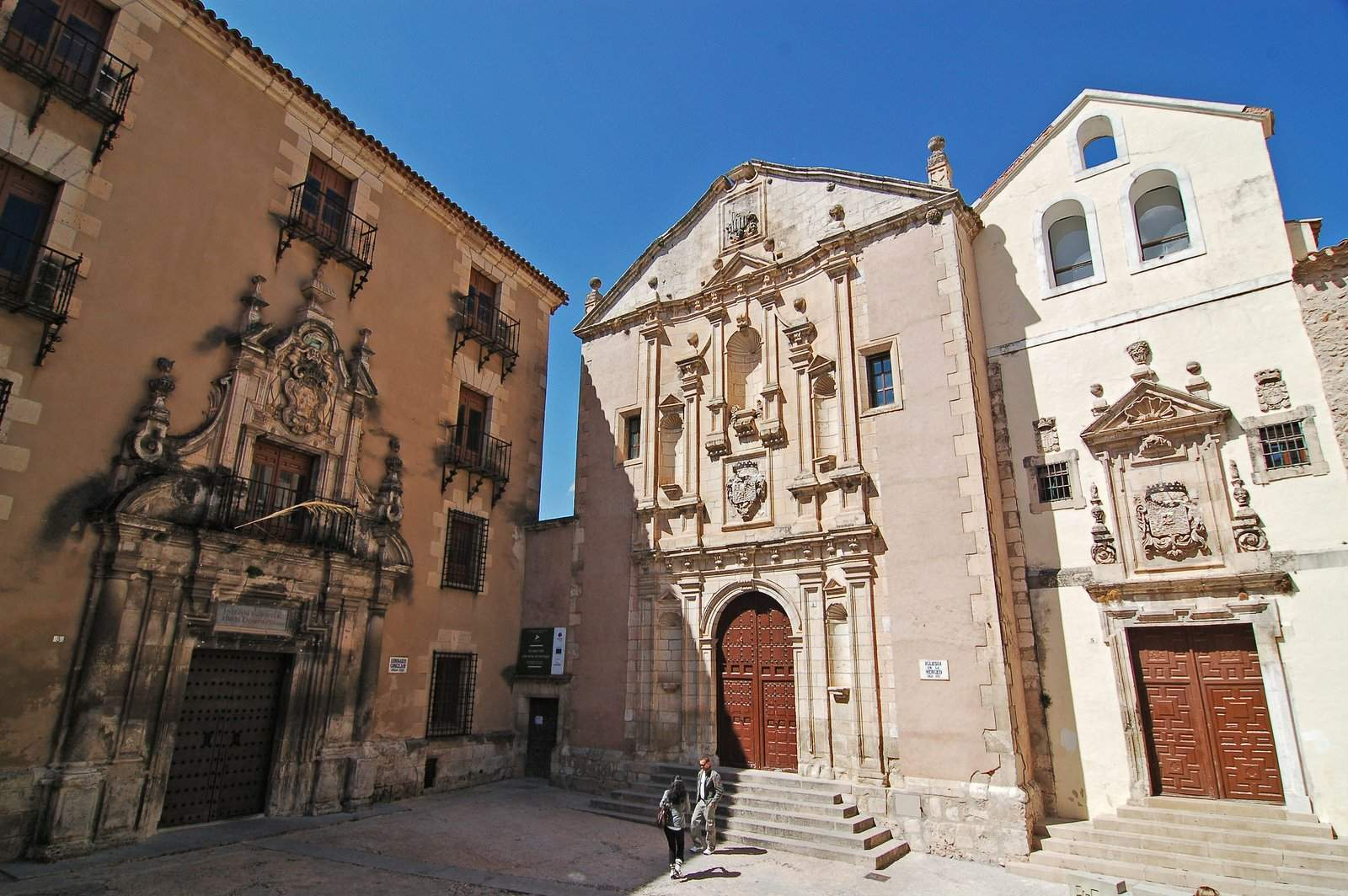
Iglesia de la Merced, Cuenca

La sede de la diócesis se encuentra en la ciudad de Cuenca, en donde se halla la Catedral de Santa María y San Julián.

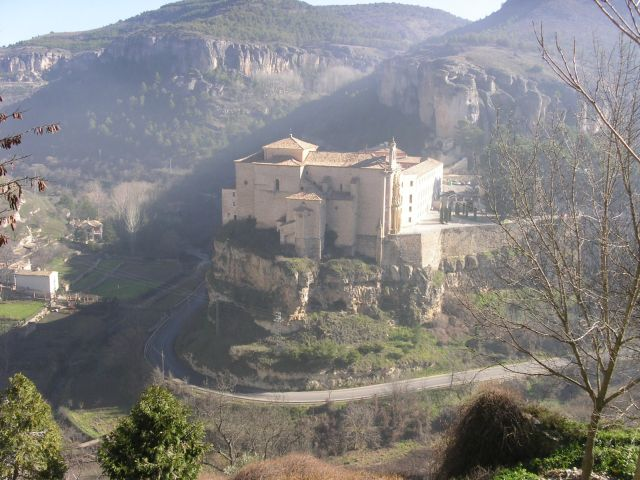
Convento de San Pablo, Cuenca

En 2020 en la diócesis existían 326 parroquias agrupadas en 17 arciprestazgos.

## Historia
La ciudad de Cuenca fue reconquistada a los árabes en septiembre de 1171. Unos años más tarde se erigió la diócesis, aunque no está claro el año y día de su fundación. En el archivo de la Catedral de Cuenca se conservan tres bulas del papa Lucio III. La única bula con fecha cierta (15 de mayo de 1183) es la enviada por el papa al obispo electo de Cuenca, Juan Yáñez, a quien le otorga la facultad de constituir el cabildo catedralicio y la tarea de organizar la nueva diócesis.
Las otras dos bulas, fechadas el 1 de junio, pero sin indicar el año, fueron enviadas al propio Yáñez y al rey Alfonso VIII de Castilla; en estas bulas Lucio III confirma la erección de la diócesis asignándole el territorio que habían tenido las antiguas diócesis visigodas de Ercávica y de Valeria. Muchos historiadores creen que el año de las dos bulas es 1182, pero no se excluye que sea el mismo 1183; Ruiz, autor de la entrada sobre Cuenca en el Dictionnaire d'Histoire et de Géographie ecclésiastiques, les atribuye 1177.
Las dos bulas de 1 de junio mencionan la unión de las antiguas sedes de Ercávica y Valeria. Algunos autores creen que las bulas han olvidado la antigua sede de Segóbriga que, según el Liber Itacii (o División de Wamba), pertenecía al mismo territorio; de hecho, de las tres diócesis, era la más cercana a la ciudad de Cuenca. Según Jorge Díaz Ibáñez, la ausencia de Segóbriga en las dos bulas del papa Lucio III se debió a que en 1176 el metropolitano Cerebruno de Toledo había reconocido a la sede de Albarracín como heredera de la visigoda Segóbriga.
En la década de 1220 el metropolitano Rodrigo Jiménez de Rada intentó dividir la diócesis en sus dos originales, pero la oposición del obispo García condujo a un pleito entre ambos, que el obispo de Burgos Mauricio resolvió a favor del conquense.
Se eligió una mezquita de Cuenca como catedral de la nueva diócesis, que a partir de 1196 fue transformada en estilo gótico y terminada en 1257. Tal y como indica la bula de 15 de mayo de 1183, el primer obispo de Cuenca, Juan Yáñez, que figura como episcopus electus en documentos de 1178, 1179 y 1181, procedió a constituir el cabildo catedralicio, erigido el 28 de julio siguiente y compuesto por 16 canónigos regulares, que fueron secularizados en el siglo XIII.
Durante la Edad Media, el derecho a elegir obispos correspondía al cabildo catedralicio, pero ejercieron una fuerte injerencia tanto los arzobispos de Toledo (sobre todo en los primeros cien años de vida de la diócesis) como los reyes de Castilla. De hecho, las únicas elecciones capitulares tuvieron lugar en la segunda mitad del siglo XIII. 
En 1745 se instituyó el seminario diocesano, dedicado a san Julián, segundo obispo de Cuenca y patrono de la diócesis.
En 1902 se reconstruyó la fachada de la catedral, destruida por un derrumbe.
La guerra civil española golpeó duramente a la diócesis de Cuenca: el 7 de agosto de 1936 murió cruentamente el obispo Cruz Laplana y Laguna, beatificado el 28 de octubre de 2007 y cuya causa de canonización está en curso, así como 127 sacerdotes diocesanos, 4 religiosos y religiosas, y más de un millar de laicos. Los daños materiales también fueron inmensos, con la destrucción o saqueo de cientos de iglesias y conventos, y la pérdida irreparable de obras de arte de El Greco, José de Ribera, Pedro Pablo Rubens y otros artistas.
El 2 de noviembre de 1949 Cuenca cedió una parte de su territorio para la erección de la diócesis de Albacete mediante la bula Inter praecipua del papa Pío XII.
En 1955, tras el acuerdo de 1953 que establecía que los límites de las diócesis coincidían con los de las provincias civiles, la diócesis de Cuenca cedió 9 parroquias a la archidiócesis de Toledo y el arciprestazgo de Sacedón a la diócesis de Sigüenza, y adquirió la parroquia de Huélamo de la diócesis de Teruel.
El 13 de abril de 1962, con la carta apostólica Acerborum gladio, el papa Juan XXIII proclamó a la Santísima Virgen María de los Dolores (beata María Virgo «ab angustiis»), en castellano Nuestra Señora de las Angustias, y a san Julián como patronos principales de la diócesis.

## Estadísticas
Según el Anuario Pontificio 2022 la diócesis tenía a fines de 2021 un total de 176 573 fieles bautizados.
| Año                                                                             | Población            | Población | Población      | Sacerdotes | Sacerdotes    | Sacerdotes    | Bautizados por sacerdote | Diáconos permanentes | Religiosos | Religiosos | Parroquias |
| Año                                                                             | Bautizados católicos | Total     | % de católicos | Total      | Clero secular | Clero regular | Bautizados por sacerdote | Diáconos permanentes | Varones    | Mujeres    | Parroquias |
| ------------------------------------------------------------------------------- | -------------------- | --------- | -------------- | ---------- | ------------- | ------------- | ------------------------ | -------------------- | ---------- | ---------- | ---------- |
| 1950                                                                            | 445 450              | 445 450   | 100.0          | 239        | 205           | 34            | 1863                     |                      | 106        | 492        | 397        |
| 1970                                                                            | 254 680              | 254 680   | 100.0          | 320        | 280           | 40            | 795                      |                      | 40         | 829        | 337        |
| 1980                                                                            | 232 248              | 232 248   | 100.0          | 347        | 331           | 16            | 669                      |                      | 20         | 295        | 336        |
| 1990                                                                            | 210 000              | 213 268   | 98.5           | 247        | 235           | 12            | 850                      |                      | 14         | 318        | 326        |
| 1999                                                                            | 200 212              | 201 712   | 99.3           | 234        | 225           | 9             | 855                      |                      | 38         | 300        | 325        |
| 2000                                                                            | 198 500              | 201 712   | 98.4           | 232        | 223           | 9             | 855                      |                      | 43         | 354        | 325        |
| 2001                                                                            | 196 700              | 200 963   | 97.9           | 223        | 214           | 9             | 882                      |                      | 86         | 357        | 325        |
| 2002                                                                            | 198 213              | 201 053   | 98.6           | 282        | 226           | 56            | 702                      |                      | 133        | 199        | 335        |
| 2003                                                                            | 198 634              | 201 614   | 98.5           | 311        | 254           | 57            | 638                      |                      | 126        | 196        | 335        |
| 2004                                                                            | 199 722              | 202 982   | 98.4           | 317        | 260           | 57            | 630                      | 1                    | 126        | 320        | 335        |
| 2006                                                                            | 200 577              | 207 759   | 96.5           | 296        | 277           | 19            | 677                      | 1                    | 88         | 351        | 325        |
| 2013                                                                            | 194 160              | 218 036   | 89.0           | 207        | 200           | 7             | 937                      | 1                    | 78         | 290        | 326        |
| 2016                                                                            | 188 382              | 203 841   | 92.4           | 196        | 189           | 7             | 961                      | 1                    | 77         | 217        | 326        |
| 2019                                                                            | 180 536              | 197 222   | 91.5           | 182        | 177           | 5             | 991                      | 1                    | 6          | 205        | 326        |
| 2021                                                                            | 176 573              | 196 139   | 90.0           | 168        | 160           | 8             | 1051                     | 1                    | 9          | 180        | 326        |
| Fuente: Catholic-Hierarchy, que a su vez toma los datos del Anuario Pontificio. |                      |           |                |            |               |               |                          |                      |            |            |            |

Durante el curso 2017-18 se formaron 41 seminaristas en la diócesis: 10 en el Seminario Diocesano y 31 en otros.